# Kenneth Kaunda
Kenneth David Kaunda (født 28. april 1924, død 17. juni 2021) var en zambiansk politiker, der var Zambias første præsident fra 1964 til 1991. 
Har var en af lederne i kampen mod britisk koloniherredømme. I utilfredshed med Harry Nkumbulas lederskab af Northern Rhodesia Congress forlod han organisationen og dannede 'Zambian African National Congress' og blev siden leder af United National Independence Party (UNIP). Han blev den første præsident i det uafhængige Zambia. Efter stammeuroligheder og intern uro i partiet blev alle andre politiske partier end UNIP forbudt i 1973. Samtidig nationaliserede Kaunda en række udenlandsk ejede virksomheder i landet. Oliekrisen i 1973 og et fald i eksporten førte til en økonomisk krise i landet, og internationalt pres fik Kaunda til at lempe sin politik. Ved det første nogenlunde frie valg i 1991 blev Kaunda besejret af rivalen Frederick Chiluba.